# Alonso Ordoñez
Alonso Ordoñez (Plasència, (mitjan segle XVI) primer cantor i després phonaceus (director-compositor) dels cantors, en la primera organització de la capella de música de l'església de Santiago de Compostel·la a Galícia, ocupa el segon lloc entre els mestres de capella.
Possiblement hauria estudiat amb Morales. (conegut per haver estat cap de la capella a Plasencia des de 1528 fins a 1531). De 1530 a 1536 va ocupar la capella de Santiago de Compostel·la de Galícia, de la qual va ser convocat el 3 d'abril de 1536 per ocupar el patrimoni de la capella de Palencia. El seu predecessor a Palència era un clergue de la diòcesi de Toledo anomenat Diego del Castillo.
En l'arxiu de la catedral de Valladolid s'hi guarden d'Alonso Ordóñez: un Magnificat a 4 veus; una Salve regina a 4 veus; i dos motets també a 4 veus Iste est i Vias tuas, Domine, demonstra mihi.
Sembla força segur que Pedro Ordóñez, era el seu germà menor.